# UFC on ESPN: Whittaker vs. Gastelum
UFC on ESPN: Whittaker vs. Gastelum (también conocido como UFC on ESPN 22 y UFC Vegas 24) fue un evento de artes marciales mixtas producido por Ultimate Fighting Championship que tuvo lugar el 17 de abril de 2021 en las instalaciones del UFC Apex en Enterprise, Nevada, parte del área metropolitana de Las Vegas, Estados Unidos.

## Antecedentes
Se esperaba un combate de Peso Medio entre el ex Campeón de Peso Medio de la UFC Robert Whittaker (también ganador del peso wélter de The Ultimate Fighter: The Smashes) y el ex aspirante al título Paulo Costa como cabeza de cartel del evento. Sin embargo, Costa se retiró del combate el 16 de marzo debido a una fuerte gripe. Fue reemplazado por el ex retador del título interino y ganador de The Ultimate Fighter: Team Jones vs. Team Sonnen Kelvin Gastelum. Fueron entrenadores principales en The Ultimate Fighter: Heavy Hitters y se esperaba que Whittaker defendiera su título contra Gastelum en UFC 234 en febrero de 2019, pero se retiró horas antes de ese evento debido a un colapso intestinal y una hernia interna que requirió una cirugía de emergencia.
En el evento estaba previsto un combate de Peso Gallo entre Tony Gravely y Nate Maness. Sin embargo, Maness fue retirado del combate por razones no reveladas y sustituido por Anthony Birchak.
La ex Campeona de Peso Atómico de Invicta FC y aspirante al Campeonato Femenino de Peso Paja de la UFC, Jessica Penne, y Hannah Goldy, tenían previsto enfrentarse en un combate de peso paja femenino en UFC 260, pero Goldy dio positivo por COVID-19 y el combate fue aplazado. Entonces se reprogramaron para este evento. Una semana antes del evento, Goldy se retiró una vez más y fue sustituida por Lupita Godínez.
En el evento estaba previsto un combate de Peso Pesado entre Parker Porter y Chase Sherman. Sin embargo, Porter fue retirado del combate el 7 de abril por razones no reveladas y sustituido por el ex Campeón de Peso Pesado de la UFC Andrei Arlovski.
Se esperaba que Natan Levy se enfrentara a Austin Hubbard en un combate de Peso Ligero en este evento. Sin embargo, Levy se retiró del combate una semana antes de su celebración debido a una lesión. Hubbard se enfrentó en cambio al recién llegado a la promoción Dakota Bush.
Ricardo Ramos tenía previsto enfrentarse a Bill Algeo en un combate de Peso Gallo en el evento. Sin embargo, Ramos fue retirado de la pelea durante la semana previa al evento tras dar positivo por COVID-19 y la contienda fue cancelada. Se espera que el emparejamiento se mantenga intacto y tenga lugar en UFC Fight Night: Font vs. Garbrandt.
En el pesaje, Tracy Cortez y Zarah Fairn no alcanzaron el peso para sus respectivos combates. Cortez pesó 126.5 libras, medio kilo por encima del límite de la pelea femenina de Peso Mosca sin título. Su combate se desarrolló con un Peso Capturado y se le impuso una multa del 20% de su bolsa individual, que fue a parar a su oponente Justine Kish. Fairn pesó 147 libras, ocho libras por encima del límite preestablecido de 139 libras (el combate estaba originalmente programado para la división de Peso Gallo Femenino, pero fue cambiado a un Peso Capturado antes del comienzo de los pesajes). Su combate contra Josiane Nunes fue cancelado debido a la discrepancia de peso, ya que Nunes pesó 136 libras.
Se esperaba que el combate de Peso Ligero entre Jeremy Stephens y Drakkar Klose tuviera lugar como co-evento principal. Sin embargo, Klose se retiró alegando lesiones que, según él, fueron provocadas por un empujón de Stephens en el pesaje, y el combate fue retirado de la cartelera pocas horas antes del evento.

## Resultados
1. ↑  Un rodillazo accidental en la ingle hizo que Romanov no pudiera continuar.

## Premios de bonificación
Los siguientes luchadores han recibido bonificaciones de $50000 dólares.
- Pelea de la Noche: Robert Whittaker vs. Kelvin Gastelum
- Actuación de la Noche: Gerald Meerschaert y Tony Gravely